# Концерт для фортепиано с оркестром № 2 (Мошковский)
Концерт для фортепиано с оркестром № 2 ми мажор, соч. 59 — композиция Морица Мошковского, написанная им в 1898 году и посвящённая пианисту Иосифу Гофману. Премьера концерта состоялась в Великобритании 12 марта 1898 года (солировал сам композитор). Произведение написано для фортепиано и оркестра, состоящего из 2 флейт, 2 гобоев, 2 кларнетов, 2 фаготов, 4 валторн, 2 труб, 3 тромбонов, литавр, треугольника, арфы и струнных.

## Номер концерта
В 1874 году Мошковский написал свой первый концерт для фортепиано с оркестром (си минор, соч. 3). Однако после премьеры его партитура была забыта и обнаружена только в 2014 году. По этой причине в ранних изданиях концерт ми мажор имеет номер 1.

## Структура
Произведение состоит из четырёх частей:
1. Moderato, ми мажор, 4/4
2. Andante, до-диез минор, 2/4
3. Scherzo. Vivace, до-диез минор → ре-бемоль мажор, 6/8
4. Allegro deciso, ми мажор, 2/2

Типичное время исполнения концерта составляет 35 минут.
Первая часть начинается с объявления решительной темы, которую исполняют флейты, гобои, кларнеты и фаготы в лёгком сопровождении валторн, альтов, виолончелей и контрабасов. За ней следует короткая фортепианная каденция, после которой начинается мелодическое развитие.
Вторая часть представляет собой ноктюрн. Его основным элементом является выразительная тема, которую вводят кларнеты, фаготы и струнные (pizzicato). Далее следует контрастный средний раздел, после которого возвращается первая тема — теперь уже в исполнении арфы и смычковых инструментов на фоне плавных фортепианных пассажей. Короткий заключительный раздел ведёт к третьей части (2 и 3 часть играются без перерыва).
Третья часть написана в стремительном темпе. Начинается она с того, что фортепиано вводит главный мотив.
Финал концерта открывается коротким вступительным пассажем, который ведёт к торжественной теме. После того, как она в значительной степени получает развитие, фортепиано вводит контрастную плавную мелодию, к исполнению которой вскоре присоединяется кларнет. Далее возобновляется развитие решительного вступительного мотива, ведущее к появлению ещё одной темы, мягко исполняемой на кларнетах и альтах. Затем происходит противопоставление этой мелодии и главной темы части. Произведение в конечном итоге достигает кульминации, в которой снова появляется немного видоизменённый вступительный мотив первой части.

## Записи
| Год  | Пианист         | Оркестр                                  | Дирижёр        |
| ---- | --------------- | ---------------------------------------- | -------------- |
| 1991 | Пирс Лэйн       | Шотландский симфонический оркестр BBC    | Ежи Максымюк   |
| 1992 | Майкл Понти     | Гамбургский симфонический оркестр        | Ричард Капп    |
| 1996 | Маркус Павлик   | Симфонический оркестр Польского радио    | Энтони Вит     |
| 2013 | Матти Раекаллио | Филармонический оркестр Тампере          | Леонард Грин   |
| 2015 | Джозеф Муг      | Оркестр радио и телевидения Саарбрюккена | Николас Милтон |